# La Jonquera
La Jonquera (nom catalan officiel, La Jonquère en français, La Junquera en espagnol) est un village espagnol situé dans la commune du même nom en Catalogne, dans la province de Gérone et la comarque d'Alt Empordà.

## Géographie

### Situation
La Jonquera est située au nord de la Catalogne, à la frontière avec la France, sur les contreforts du massif des Albères. Son territoire de 57,31 km2 est formé de la localité homonyme et de quelques hameaux et lieux-dits.

### Communes limitrophes
Les communes limitrophes françaises appartiennent toutes au département des Pyrénées-Orientales, région Occitanie. Les espagnoles appartiennent toutes, comme La Jonquera, à la province de Gérone, comarque d'Alt Empordà, communauté autonome de Catalogne.
Les communes limitrophes sont  Agullana, Cantallops, Capmany, Espolla, L'Albère, Laroque-des-Albères, Le Perthus, Maureillas-las-Illas, Riunoguès, Sant Climent Sescebes et Sorède.
| Maureillas-las-Illas (France) | Le Perthus (France) L'Albère (France) | Laroque-des-Albères (France) Sorède (France) |
| Agullana                      | La Jonquera                           | Espolla                                      |
|                               | Capmany                               | Cantallops, Sant Climent Sescebes            |

### Hameaux
- Canadal : 9 habitants
- Els Límits (El Portús depuis le 28 novembre 2002) : 115 habitants, limitrophe de la commune française du Perthus.
- Requesens : inhabité
- Sant Julià : 4 habitants

Ces populations sont à comparer à la population totale de la commune, soit 3 290 habitants en 2019.

### Voies de communication
La commune est traversée principalement par la route nationale N-II et par l'autoroute AP-7 dite « autoroute de la Méditerranée » qui se termine à la frontière française.

## Toponymie
Formes du nom
Le nom catalan de la commune est La Jonquera [ɫə ʒuŋkˈeɾə] ; depuis 1981 il est aussi le nom officiel.
En français, la forme francisée La Jonquère [la ʒɔ̃kˈɛʁ(ə)] est utilisée,, en parallèle avec la forme catalane. Historiquement, la forme La Jonquière [la ʒɔ̃kjɛʁ(ə)] a aussi existé, mais est aujourd’hui désuète et datée.
En castillan, la forme hispanisée La Junquera [la xuŋkˈera] existe,, et a même été le seul nom officiel entre 1842 et 1981. Cependant, la langue castillane a largement abandonné cette forme au profit de la forme catalane,.
Étymologie
De nombreux noms des pays catalans sont construits avec le nom d'une plante ou d'une culture suivi du suffixe collectif -aris, indiquant que la dite plante se trouve en grand nombre dans ce lieu. C'est ici le cas, avec le latin juncus ayant donné le catalan jonc et désignant la plante du même nom. On trouve aussi des lieux-dits du nom de Jonquere sur le versant nord des Pyrénées, notamment à Mosset (en Conflent) et Prugnanes (dans les Fenouillèdes).

## Histoire
L'époque néolithique a laissé à La Jonquera des monuments mégalithiques comme des dolmens et des menhirs, dans les zones de Mas Baleta, els Estanys, Canadal, Requesens et Sant Pere de Pla de l'Arca.
À l'époque romaine, la voie Domitienne qui traverse les Pyrénées au col du Perthus (col de Panissars) et la Via Augusta se rejoignent à La Jonquera.
Au Moyen Âge, l'habitat apparaît très dispersé, sans aucune concentration humaine, comme un village.
En 1453, une charte de peuplement est accordée à La Jonquera, qui à cette époque est constituée par deux centres urbanisés et bien différenciés, La Força, autour d'une enceinte fortifiée, et un quartier hors les murs, mais touchant le précédent.
La paix des Pyrénées, signée en 1659 par les monarchies espagnole et française, marque l'histoire locale. Le transfert du Roussillon à la France et la fixation de la nouvelle frontière suivant la chaîne des Pyrénées font de La Jonquera un village frontalier.
Lors de la conquête de l'Espagne par Napoléon Ier, le nom est francisé, et la ville devient officiellement La Jonquière, commune du département du Ter. Ce terme reste employé pendant une partie du XIXe siècle.

## Politique et administration

### Liste des maires
| Liste des maires |                        |                 |         |
| Période          | Identité               | Parti           | Qualité |
| 1979-1983        | José Mesquida Paltre   | CiU             | -       |
| 1983-1987        | Juan Monjonell Perez   | CiU             | -       |
| 1987-1991        | Josep Rigau Domenech   | -               | -       |
| 1991-1999        | Pere Brugat Darner     | CiU             | -       |
| 2003-2011        | Jordi Cabezas i Llobet | CiU             | -       |
| Depuis 2011      | Sónia Martínez Juli    | CiU puis PDeCAT | -       |

### Jumelages
Arriate, Andalousie, Espagne

## Économie
La Jonquera doit son dynamisme au commerce frontalier à bas prix, ce depuis les années 1950[réf. souhaitée]. Il s'agit aussi d'une étape principale pour les conducteurs routiers par le nombre d'infrastructures érigées à leur intention (stations-services, restaurants routiers et maisons closes). Sa situation privilégiée sur l'axe Barcelone - Montpellier participe à ce dynamisme. El Portús (Els Límits jusqu'en novembre 2002), partie espagnole du village frontalier du Perthus, est l'un des quartiers (barris) de la ville.
La Jonquera tire une partie de ses ressources économiques de la prostitution du fait de sa proximité avec la France où les maisons closes sont interdites, et avec les villes balnéaires de la Costa Brava.

## Culture locale et patrimoine

### Lieux et monuments

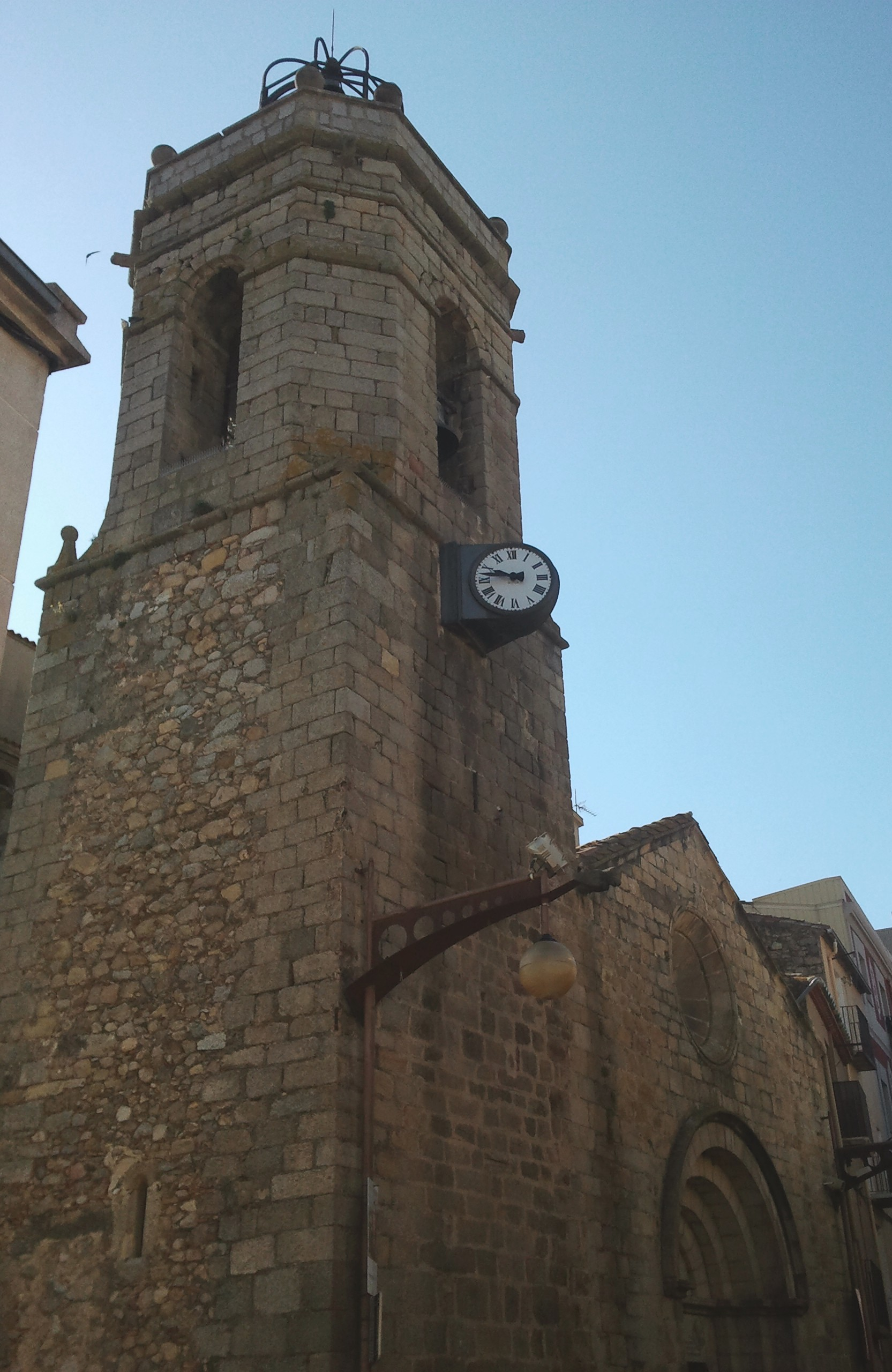
L'église Sainte-Marie

- De nombreux mégalithes, notamment au sein de la réserve des étangs de La Jonquera : Dolmen Mas Baleta I, Dolmen Mas Baleta II, Dolmen Mas Baleta III, Dolmen dels Estanys I, Dolmen dels Estanys II, Dolmen dels Estanys III, Menhir dels Estanys I, Menhir dels Estanys II, Dolmen de Canadal, Dolmen dels Mescalants, Dolmen dels Pedreguers (ou del Pla de l'Arca), dolmen dels Planers de la Serafina, menhir dels Planers de la Serafina ;
- La Via Augusta ;
- Le site archéologique de Panissars ;
- L'église paroissiale Sainte-Marie, achevée en 1791. La façade est le seul élément qui ait été conservé de l'ancien édifice construit au début du XVe siècle ;
- Le château de Rocabertí se trouve au sommet d'un piton granitique au nord de Santa Llúcia. On peut voir des restes du portail d'entrée, d'une tour triangulaire et ceux de la chapelle dédiée à Sant Romà ;
- Le château de Requesens est reconstruit à la fin du XIXe siècle par le comte de Peralada Tomàs de Rocabertí-Dameto (mort en 1898) et achevé par sa sœur Joana Aldelaida. il a été inauguré le 24 juin 1899 ;
- Le château de Canadal conserve des restes de fortification des XIVe et XVe siècles. Il faisait partie des biens des vicomtes de Rocabertí. Actuellement, il abrite un restaurant.
- Ca l'Armet est une grande maison de la Grand Rue ;
- Deux tours sont situées l'une à l'est et l'autre à l'ouest.

### Musée mémorial de l'exil
- Le Musée mémorial de l'exil (MUME) présente notamment la catastrophe de la Retirada, l'exil des républicains espagnols vers la France à la suite de la chute de la Catalogne face aux nationalistes à la fin de la guerre d'Espagne en 1939, quelques mois avant le déclenchement de la Seconde Guerre mondiale[14].
- En 2021, le musée consacre une grande exposition au photographe Antoni Campañà[15], célèbre pour ses clichés de la guerre d'Espagne[16].

### Personnalités liées à la commune
- Salvador Genís i Bech (1841-1919), pédagogue et journaliste